# Castelo de Grangent

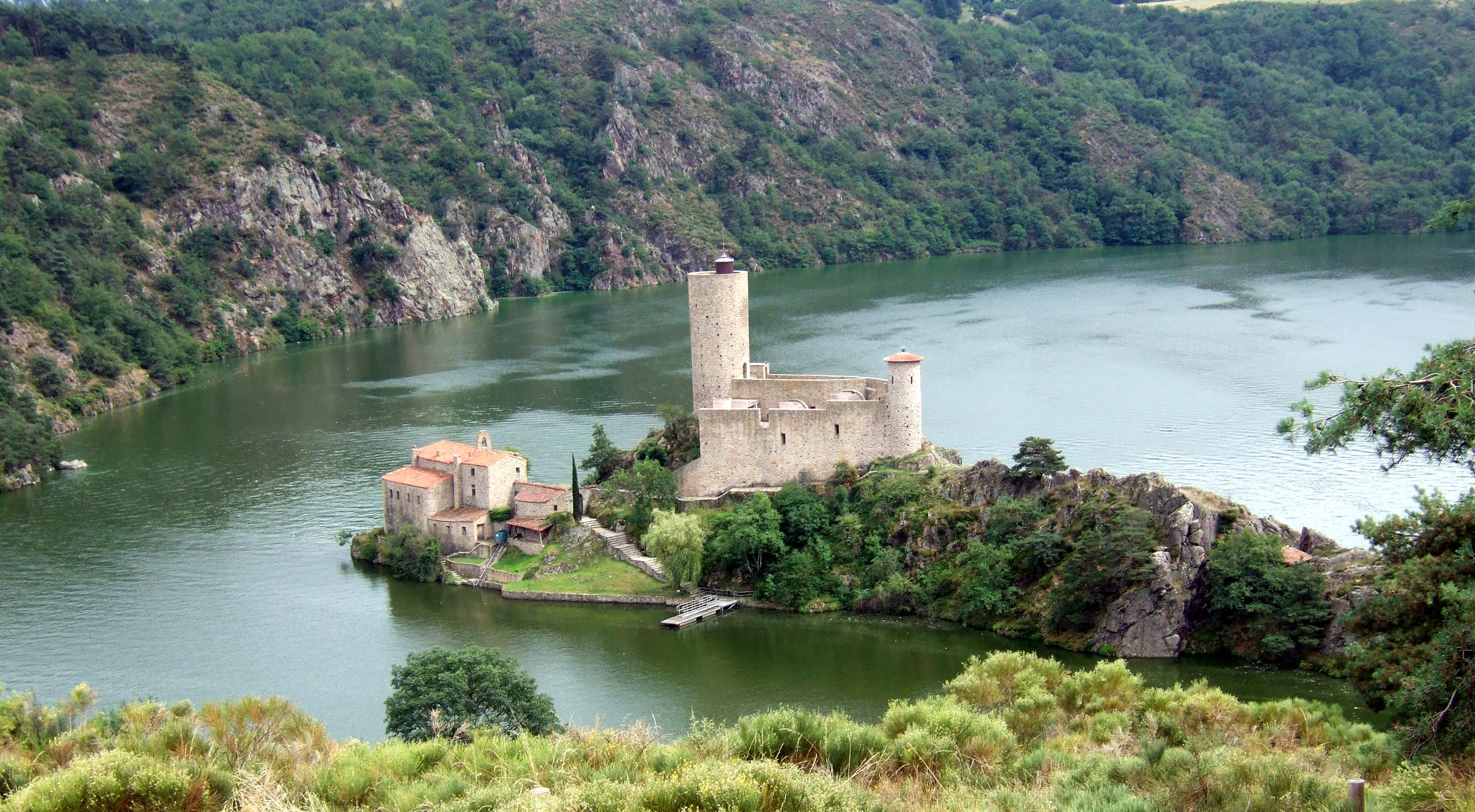
Château de Grangent

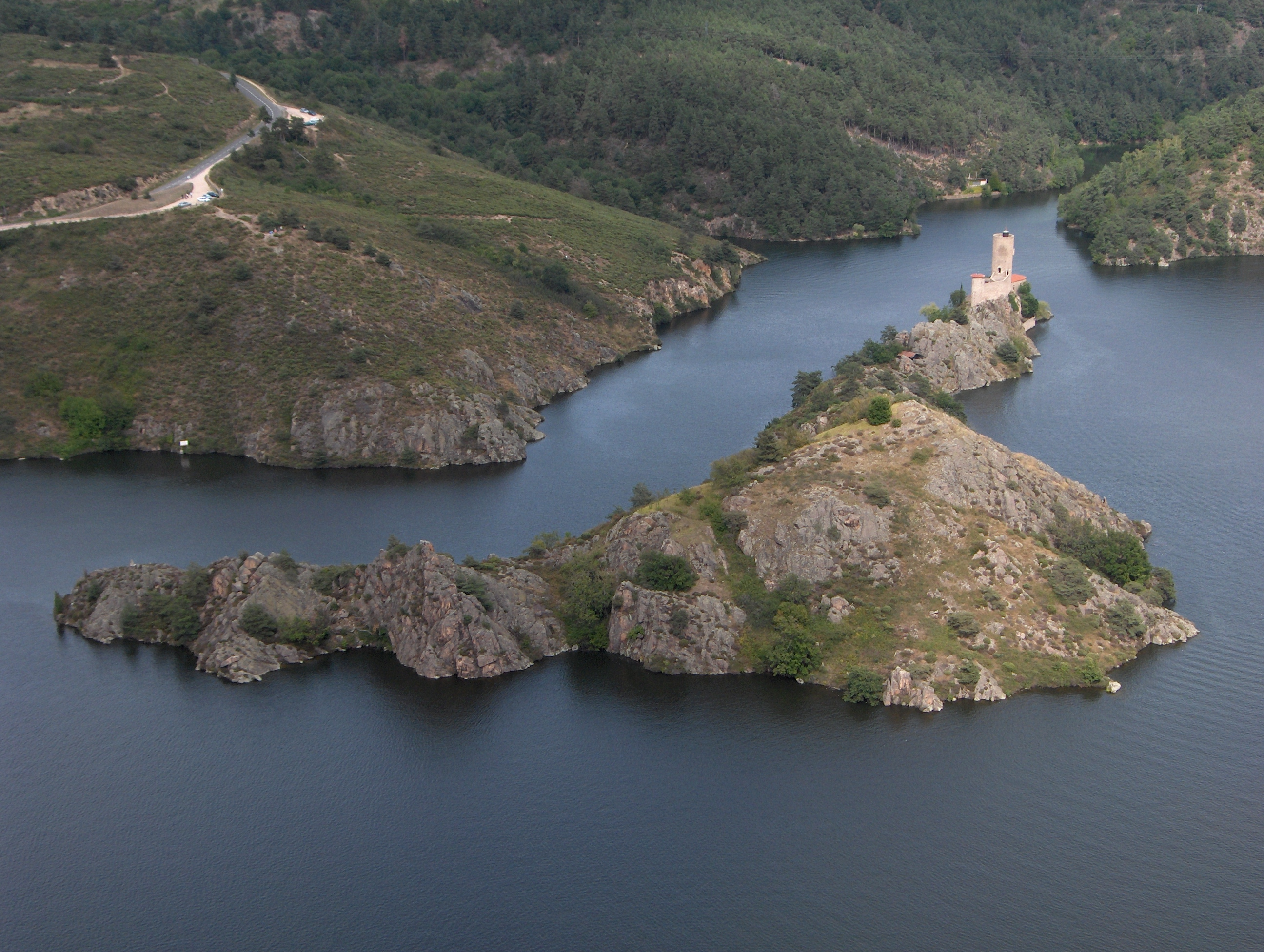
Lago de Grangent e castelo

O Château de Grangent é um castelo em ruínas na comuna de Saint-Just-Saint-Rambert, no departamento de Loire, na França.
Na época da sua construção, originalmente por volta de 800, ficava num promontório a cerca de 50 metros acima do rio Loire . A construção da barragem de Grangent significa que ele está agora numa pequena ilha no lago, o lago de Grangent . É dominad0 por um castelo maior, o Château d'Essalois . Durante a Idade Média e mais tarde, passou por destruição, reconstrução e várias restaurações.
Está classificado desde 1945 como monumento histórico pelo Ministério da Cultura da França .
O castelo é propriedade privada.